# Vladimír Bouzek
Vladimír Bouzek (3. prosince 1920 Třebíč – 31. července 2006 Třebíč), zvaný Lupínek, byl český a československý hokejový útočník a trenér, který reprezentoval i ve fotbalovém dresu. Jako hokejista byl dvakrát členem mužstva, které získalo titul mistra světa a byl též držitelem stříbrné olympijské medaile. Úspěchy měl i v pozici hokejového trenéra na ligové a mezinárodní reprezentační scéně. S různými kluby získal dohromady 12 titulů mistra ligy v tehdejších ČSSR a NSR. Reprezentační mužstvo Československa dovedl k několika medailím a trénoval i reprezentační mužstvo Německa. V roce 1956 mu byl udělen titul zasloužilý mistr sportu. V roce 1965 získal titul zasloužilého trenéra. Roku 2007 byl uveden do Síně slávy IIHF a v roce 2008 byl uveden do Síně slávy českého hokeje. V rámci akce Legenda pomáhá nastoupili hokejisté klubu SK Horácká Slavia Třebíč v roce 2020 v dresech s portrétem Vladimíra Bouzka.

## Hráč

### Klubové začátky
V Třebíči se věnoval různým sportům od dětských let. Brzy u něj převládly kolektivní hry. Nejprve se jednalo o fotbal, ale v ledním hokeji se prosadil více. Podle vlastních slov se jako patnáctiletý ze dne na den ocitl v prvním mužstvu klubu Horácká Slavia Třebíč. V roce 1938 pomohl mužstvu složenému ze studentů třebíčského reálného gymnázia k zisku středoškolského poháru v celonárodním turnaji konaném v Praze. Nejlepší československý hokejový střelec tohoto období, Josef Maleček, označil Bouzka za svého nástupce. Horácká Slavia Třebíč skončila s dvacetiletým mladíkem v sestavě ve finále Mistrovství Čech a Moravy v ledním hokeji 1939–1940 na druhém místě.
V polovině druhé světové války se však Bouzek musel soustředit především na fotbal. Před hrozbou totálního nasazení uprchl do Ostravy, kde nastupoval ve fotbalovém klubu SK Slezská Ostrava. K lednímu hokeji v rodném městě se mohl vrátit až po skončení války. V poválečných letech patřil mezi tzv. obojživelníky, kteří na ligové úrovni zvládali hrát fotbal i hokej. Bouzek ovšem nezapomínal ani na život mimo sport a vystudoval na Filosofické fakultě University Karlovy v Praze kombinaci zeměpisu a tělesné výchovy. Vzhledem ke sportovním angažmá se tedy dva roky pohyboval mezi Prahou, Ostravou a Třebíčí.

### Reprezentační období
Po nástupu Mikea Buckny na trenérský post u československého národního hokejového mužstva se Bouzek dočkal v roce 1947 i premiéry v reprezentaci. Díky tomu se stal členem hokejové generace, která získala pro Československo ve třech letech po sobě tři výrazné úspěchy. K prvenství na Mistrovství světa v ledním hokeji 1947 konaném v Praze přispěl 2 góly v jediném zápase, v němž nastoupil proti Rakousku. Do minima zápasů zasáhl také o rok později na turnaji na Zimních olympijských hrách ve Sv. Mořici. Přesto se 7 brankami příliš za většinou spoluhráčů nezaostal. Pomohl jimi mužstvu ke stříbrným medailím v turnaji, v němž Československo poprvé v historii neprohrálo s Kanadou.
V další sezóně získal Bouzek v hokejové reprezentaci lepší postavení v důsledku pro mužstvo celkově nepříznivých událostí. Nejprve zemřelo mnoho jeho spoluhráčů při letecké havárii nad kanálem La Manche a posléze emigroval útočník Jaroslav Drobný. Bouzek ovšem na Mistrovství světa v ledním hokeji 1949 ve Švédsku odehrál jenom o něco málo více minut, než na dvou předchozích turnajích. V prvním zápase finálové skupiny s Kanadou byl nucen odstoupit již po pěti minutách po tvrdém střetu s Tergessenem. Zranění kolene ho vyřadilo z veškerého sportovního dění na půl roku, ale přesto i on byl právoplatným členem mužstva, které navzdory nepříznivým okolnostem získalo další mistrovský titul.
V roce 1950 se hokejová reprezentační kariéra Bouzka uzavřela. Na oznámení, že mužstvo neodcestuje na mistrovství světa do Londýna, zareagoval urychleným odjezdem z Prahy s dalšími hráči z moravských klubů zpět domů. Nebyl tedy přítomen zásahu ve Zlaté hospůdce (U Herclíků) proti spoluhráčům a nefiguroval ani v následném vykonstruovaném procesu s nimi. Na začátku následující sezóny v říjnu byla Bouzkovi nabídnuta role kapitána u nově tvořeného týmu, kterou však odmítl s tím, že v reprezentaci skončil.
Vladimír Bouzek v hokejovém dresu odehrál za československou reprezentaci 20 utkání, v nichž vstřelil 17 gólů. Fotbalový reprezentační dres oblékl v letech 1950 a 1951 třikrát bez výraznějšího úspěchu.

### Od hráče k trenérovi
Na hokejové klubové úrovni Bouzek v roce 1948 zažil přechod z Třebíče do nově vzniklé Zbrojovky Brno. O rok později však již zamířil do Vítkovic, kde hrál na ligové úrovni v obou sportovních odvětvích. Ve fotbalovém dresu se tady v jednom týmu sešel se zcela jedinečným střelcem Josefem Bicanem. I díky těmto dvěma hráčům se tehdejší Vítkovické železárny ve dvou sezónách v řadě probojovaly na čtvrté místo konečné tabulky, což byl pro nováčka soutěže úspěch.
Podobně jako v reprezentaci se Bouzek se ovšem dočkal i na ligové úrovni větších úspěchů v ledním hokeji. Od roku 1949 působil v klubu Vítkovické železárny v roli hrajícího trenéra. Nový ligový celek zažil pod jeho vedením velmi úspěšné čtyři sezóny. Vítkovice byly třikrát na druhém místě a v roce 1952 hokejové mistrovství republiky těsně díky lepšímu skóre vyhrály. Bouzek sice finálovou skupinu kvůli zranění nedohrál, ale k zisku titulu mistra ligy pomohl mužstvu právě z trenérského postu.
Vladimír Bouzek prožil závěr hráčské kariéry v obou sportech na jihu Československa v Brně a Bratislavě. V 11 ligových sezónách odehrál zhruba 120 hokejových zápasů, v nichž vstřelil 85 gólů. Soutěžně přestal hrát dle vlastních slov ve 35 letech kvůli tomu, že bylo centrálně rozhodnuto o zákazu zároveň hrát a trénovat.

## Trenér
Bouzek se stal ve všech hokejových klubech díky svým schopnostem brzy přirozenou vůdčí postavou a dostával se tudíž často také do role jakéhosi neoficiálního trenéra. Na tomto svém postavení se po druhé světové válce rozhodl ještě více pracovat, což dal najevo i studijním zájmem a výsledky ve funkci hrajícího trenéra především ve Vítkovicích. Právě v době jeho úspěchů u tamního klubu bylo v roce 1953 oznámeno otevření trenérské školy na Tyršově ústavu tělesné výchovy a sportu, kde začala centrálně řízená výchova trenérů ledního hokeje v Československu. Bouzek přes úspěšné studium vykazoval jako trenér především velmi dobré schopnosti koučingu přímo při hokejových utkáních, kterým dokázal strhnout hráče k výborným výkonů. V tréninku samotném však nedokázal vždy dostatečně pozvednou laťku náročnosti pro získání lepší kondice.

### Zpět u reprezentace
Čtyři úspěšné sezóny s vítkovickým klubem nezůstaly bez povšimnutí a pomohly Bouzkovi k tomu, že byl na podzim roku 1953 jmenován trenérem reprezentačního týmu Československa. Z mistrovství světa se v následujícím roce vrátil s třetím místem v pořadí mistrovství Evropy. Celý svět tam více než překvapili sovětští hokejisté, kteří se turnaje zúčastnili poprvé. Československá reprezentace prohrála se všemi týmy, které si rozdělily medaile v rámci světového pořadí, ačkoli se ve většině těchto zápasů ujala vedení.
Trenér reprezentace Bouzek si svůj post udržel i pro další sezónu. Poprvé v historii československého hokeje svolal hráče k přípravě ještě před začátkem domácí ligy. Mistrovství světa v ledním hokeji 1955 se konalo ve třech německých městech v obtížných podmínkách, především pokud šlo o ubytování. Českoslovenští hokejisté se kromě tohoto faktu museli vyrovnat i s tím, že se velmi brzy potkali s oběma hlavními favority turnaje. Zápasy s Kanaďany i sovětskými hokejisty sice prohráli, ale díky povedenému závěru mistrovství postoupili na třetí příčku světového pořadí a v rámci hodnocení evropských mužstev byli druzí.
V uvedených dvou sezónách Bouzek byl na klubové úrovni ještě zároveň i soutěžně hrajícím hokejistou. Od podzimu roku 1955 ovšem musel, pokud chtěl zůstat trenérem, této činnosti zanechat. Jeho úkolem bylo sestavit mužstvo pro Zimní olympijské hry 1956. Opět byla na programu letní příprava s testem fyzických předpokladů. Trenér Bouzek s týmem absolvoval i přípravné zápasy ve Velké Británii a v Nizozemsku. Závěr přípravy hodlal využít k pobytu v Tatrách, které měly posloužit jako dobré místo pro aklimatizaci před cestou do Cortiny d'Ampezzo. Tehdejší vedení hokejového svazu ovšem jeho plány změnilo. Zasáhlo do složení mužstva přiřazením několika hráčů z B týmu a poslalo ho na tři týdny do Švýcarska. Bouzek s těmito zásahy do jím naplánované přípravy, která měla pomoci stmelit mužstvo, nesouhlasil. Přesto na rozdíl od doby před šesti lety tentokrát u reprezentačního mužstva zůstal. Odcestoval s ním i na nadiktované vyčerpávající turné obsahující mnoho zápasů.
Hokejový olympijský turnaj začal pro československý celek dobře, když zvítězil v kvalifikační skupině. Výsledky z této úvodní části se však nezapočítávaly do finálové skupiny, v níž naopak českoslovenští hokejisté propadli. Trenér Bouzek marně hledal ideální sestavu. Musel ji obměňovat kvůli stoupající únavě a snažit se do ní zařadit hráče, které si sám pro turnaj nevybral, což nebylo jednoduché. V herním systému československého mužstva vázla především hra obrany, protože obdrželo ve finálové skupině druhý největší počet branek. Výsledkem bylo celkově páté místo a těsně uhájená třetí příčka alespoň v pořadí mistrovství Evropy. Tým nenaplnil očekávání veřejnosti, které bylo kvůli hromadným sdělovacím prostředkům značné. Rozčarování posléze bylo o to větší a Cortina se stala pro československý hokej symbolem zmaru. Vedení svazu se ovšem k podílu na něm odmítlo přihlásit a trenér Bouzek reagoval svojí, jak se ukázalo opožděnou rezignací.

### Úspěchy na klubové úrovni
Vladimír Bouzek si v sezóně 1955–1956 připsal alespoň dva výrazné klubové úspěchy. Prvním klubem, v němž pouze trénoval, aniž by v něm zároveň hrál, se stala RH Brno. Obhájce domácího titulu z předchozí sezóny byl po sedmi letech prvním československým klubem, který zavítal v prosinci 1955 na prestižní Spenglerův pohár do Davosu. Brněnský klub vedený novým trenérem porazil přesvědčivě všechny tři soupeře a získal ceněnou evropskou klubovou trofej. Po skončení olympijských her pokračovala v únoru 1956 domácí ligová soutěž. Bouzek v ní měl na rozdíl od reprezentace k dispozici poměrně stabilizovaný kádr, s nímž přesvědčivě uspěl i ve finálové skupině. RH Brno pod jeho vedením zaslouženě obhájila titul mistra ligy, protože v dvoukolově hrané závěrečné fázi vstřelila nejvíce gólů ze čtyř klubů a zároveň jich naopak nejméně obdržela. V roce 1956 byl Bouzkovi udělen titul zasloužilý mistr sportu.
Následující ligová sezóna se po mnoha letech odehrála v jediné skupině. Čtrnáct týmů se utkalo systémem každý s každým vždy doma a venku. Trenér Bouzek uspěl i v těchto nových podmínkách. RH Brno prohrála nejmenší počet zápasů a mohla se opět pyšnit nejlepším útokem i obranou v lize. Ještě výrazněji se převaha brněnského klubu ve všech směrech projevila v sezóně 1957–1958. Trenér měl poprvé k dispozici budoucího úspěšného reprezentanta brankáře Vladimíra Nadrchala. V útoku Bouzek mohl spoléhat kromě dalších hráčů na nejlepšího střelce ročníku Václava Pantůčka.
V roce 1959 bylo rozhodnuto, že se trenérem československé reprezentace pro domácí mistrovství světa stane trenér klubu, který vyhraje ligovou soutěž. Vladimír Bouzek se ovšem návratu na mezinárodní scénu nedočkal, protože skončil s RH Brno tentokrát na třetím místě. Po předchozích sezónách se jednalo o zklamání, které neodvrátil ani fakt, že tým měl opět nejméně propustnou obranu v lize. Došlo tedy ke změnám, jejichž součástí byl i odchod trenéra Bouzka na jednu sezónu do tehdejšího východoněmeckého klubu SC Dynamo Berlin.
Před sezónou 1960–1961 se Vladimír Bouzek vrátil ke klubu RH Brno, který řešil problémy s nedostatkem hráčů v obraně. Právě hra zadních řad však mužstvu výrazně pomohla k zisku dalšího titulu mistra ligy. K těsnému zisku titulu v další sezóně naopak přispěla především snaha útoku. Bouzek zůstal trenérem mužstva i po změnách, které souvisely se změnou názvu na TJ ZKL Brno. S tímto názvem klub hrál od sezóny 1962–1963 a po zbytek první poloviny 60. let zcela ovládl domácí soutěž, když vítězil obvykle s přesvědčivým náskokem. U všech těchto úspěchů byl jako trenér přítomen Bouzek, který získal v roce 1965 titul zasloužilý trenér. S klubem zvítězil v lize ještě i o rok později, když měl jeho celek lepší útok, obranu a především vzájemná utkání s Duklou Jihlava, která získala stejný počet bodů.

### Naposledy u československé reprezentace
Vladimír Bouzek se jako trenér jednoznačně nejúspěšnějšího československého hokejového klubu první poloviny 60. let ještě jednou vrátil i k československé hokejové reprezentaci. Jeho kluboví svěřenci byli součásti reprezentačního kolektivu již dříve a on sám na dvou mistrovstvích světa spolupracoval s Vladimírem Kostkou. Českoslovenští hokejisté se pod vedením těchto dvou mužů prezentovali na turnaji v roce 1965 především pečlivou obranou. Díky ní mimo jiné neobdrželi žádnou branku od severoamerických soupeřů, které deklasovali. Získali stříbrné medaile stejně jako na turnaji o rok později. Více než 15 let nezažil československý hokej dva takové úspěchy v řadě za sebou. K titulu vždy chybělo jediné. Nepodlehnout Sovětskému svazu, který začínal na mezinárodní scéně dominovat.

### Trenérem doma i v zahraničí
V roce 1967 odešel Vladimír Bouzek trénovat do západního Německa. Tři sezóny strávil u celku EV Füssen, s nímž vybojoval dva tituly mistra ligy v SRN. K tomuto klubu se ještě jednou vrátil na dvě sezóny ve druhé půli 70. let. Mezitím několik sezón vedl opět ZKL Brno, ale výrazné úspěchy zde již nezaznamenal. V sezóně 1969–1970 vedl jako trenér reprezentační mužstvo SRN, kterému pomohl zpět do skupiny A mistrovství světa. V 80. letech se věnoval trénování žáků v Třebíči.
S trenérem Stanislavem Neveselým vedl i české reprezentační družstvo hokejistů do 23 let. Skvěle si dokázali rozdělit role, jelikož Neveselý se soustředil na vedení tréninků, zatímco Bouzek opět zúročoval své nesporné dovednosti ve vedení mužstva přímo při zápase. Jeho zanícenost a nechuť prohrávat se tímto způsobem přenášela na hráče v klíčových okamžicích utkání.
Poslední roky svého života byl Vladimír Bouzek nucen trávit především na lůžku. Zemřel 31. července 2006 v rodném městě. Řady poct se dočkal až in memoriam.

## Ocenění
- Čestný občan města Třebíče od 17. května 2001[37]
- Zasloužilý mistr sportu – 1956[15]
- Zasloužilý trenér – 1965[15]
- Člen Síně slávy IIHF – 2007[38]
- Cena města Brna – 2007[39]
- Sportovní síň slávy města Brna[40]
- Člen Síně slávy českého hokeje – 2008
- V rámci akce Legenda pomáhá v roce 2020 nastoupili hokejisté SK Horácké Slavie Třebíč v dresech s portrétem Vladimíra Bouzka.[2]

## Sportovní úspěchy

### Hráčské
- Mistr světa – MS 1947, MS 1949
- Zimní olympijské hry – stříbro na ZOH 1948
- Mistr Evropy – třikrát v letech 1947–1949.
- Mistr ligy – 1951/52

### Trenérské
- Mistrovství světa – stříbro na MS 1965 a na MS 1966, bronz na MS 1955.
- Mistr československé ligy ledního hokeje – 1952 s Vítkovicemi, celkem devětkrát v letech 1956–1958 a 1960–1966 s RH resp. ZKL Brno.
- Mistr ligy ledního hokeje v SRN – dvakrát v letech 1968 a 1969 s klubem EV Füssen.

## Místa působení
Podle a

### Lední hokejista
- SK Horácká Slavia Třebíč (1936–1942 a 1946–1948)
- Československá hokejová reprezentace (1947–1949)
- Sokol Zbrojovka Brno-Židenice (1948–1949)
- Vítkovické železárny (1949–1953)
- Spartak Královo Pole (1953–1955)

### Trenér ledního hokeje
- Vítkovické železárny (1949–1953)
- SK Královo Pole (1953–1955)
- Československá hokejová reprezentace (1954–1956)
- RH Brno (1955–1959)
- SC Dynamo Berlin (1959–1960)
- RH resp. ZKL Brno (1960–1966)
- Československá hokejová reprezentace (1964–1966)
- EV Füssen (1966–1970)
- ZKL Brno (1970–1971 a 1972–1976)
- EV Füssen (1976–1978)

### Fotbalista
- SK Horácká Slavia Třebíč (1936–1943)
- SK Slezská Ostrava (1944–1949)
- Vítkovické Železárny (1949–1953)
- Československá fotbalová reprezentace (1950–1951)
- Slávia Bratislava VŠ (1953–1954)

#### Prvoligová bilance
| Ročník             | Zápasy | Góly | Minuty | Klub                 |
| ------------------ | ------ | ---- | ------ | -------------------- |
| I. liga 1943/44    | 13     | 3    | –      | SK Slezská Ostrava   |
| I. liga 1945/46    | 15     | 16   | –      | SK Ostrava           |
| I. liga 1946/47    | 25     | 15   | –      | SK Ostrava           |
| I. liga 1947/48    | 13     | 11   | –      | SK Ostrava           |
| I. liga 1948       | 10     | 5    | –      | Trojice Ostrava      |
| I. liga 1950       | 19     | 8    | –      | Vítkovické železárny |
| I. liga 1951       | 21     | 8    | –      | Vítkovické železárny |
| I. liga 1952       | 21     | 13   | –      | Vítkovické železárny |
| I. liga 1953       | 12     | 6    | –      | Slávia VŠ Bratislava |
| CELKEM I. ČS. LIGA | 149    | 85   | –      |                      |